# Funk art
El Funk art es un movimiento artístico bastante inspirado por la cultura popular que usa una improbable mezcla de materiales y técnicas, incluyendo «objetos encontrados». Fue una reacción frente a la falta de objetividad del expresionismo abstracto. El nombre del movimiento deriva del término musical «funky», que describe lo apasionado, sensual y estrafalario. En este contexto, significa «gallina, maloliente, escandaloso, sórdido». Era una forma de arte popular en los sesenta del siglo XX y setenta, especialmente en los Estados Unidos. Los artistas funk trataban su obra con humor, confrontación, lo obsceno y referencias biográficas. Buscaban volver a introducir la responsabilidad social en el arte contemporáneo.
Artistas funk importantes fueron:
- Wallace Berman
- Bruce Conner: Couch (Diván), 1963.
- Roy De Forest
- George Herun
- Robert Hudson
- John Mason
- Manuel Neri
- Gladys Nilsson
- Jim Nutt
- Ken Price
- Paul Thek: Death of a hippie (Muerte de un hippie), 1967.
- Peter Voulkos
- William T. Wiley

El arte cerámico no funcional era un elemento importante en el movimiento Funk art, especialmente en el área de la Bahía de San Francisco. Entre los ceramistas importantes del movimiento funk están Robert Arneson y sus estudiantes en la Universidad de California, Davis: Margaret Dodd, David Gilhooly, Chris Unterseher y Peter Vandenberge. 